# Piąte Imperium

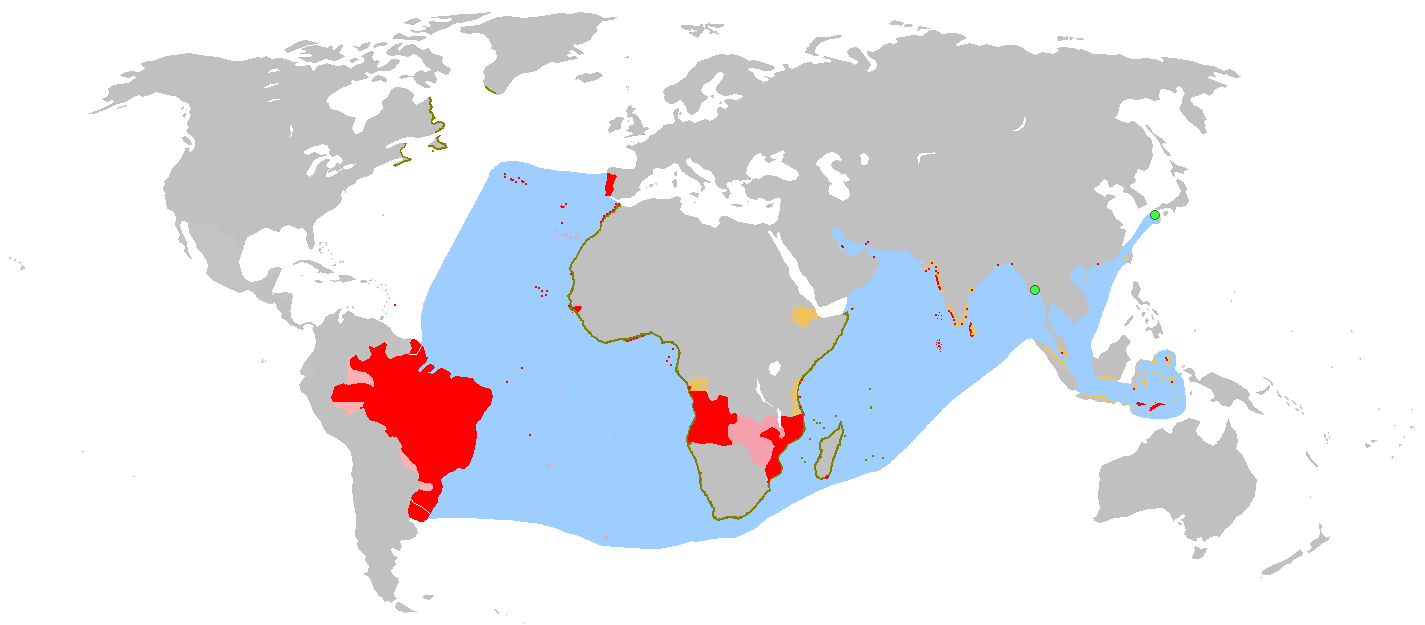
Anachroniczna mapa Imperium Portugalskiego (1415–1999)

Piąte Imperium (port. Quinto Imperio) – wizja portugalskiego imperium jako powszechnego państwa mającego objąć całą ludzkość, oparta na interpretacji proroctwa z Księgi Daniela i Apokalipsy rozwiniętej przez jezuitę Antóniego Vieira. Idea została spopularyzowana w XX wieku przez Fernando Pessoa.

## Historia
Koncept Piątego Imperium nawiązuje do idei następujących po sobie imperiów z biblijnej Księgi Daniela (Dn 2.1-49), gdzie pojawia się sen Nabuchodonozora o zbudowanym z różnych materiałów posągu, który zostaje roztrzaskany przez kamień oderwany od góry. Daniel interpretuje ten sen, mówiąc o kolejnych królestwach w dziejach ludzkości. Cztery z nich to imperia starożytności, zaś piąte, stanowiące niewiadomą, ma bezpośrednio poprzedzać nastanie eschatologicznego Królestwa Bożego u kresu czasów. Proroctwo Daniela rozwinął w XVII wieku portugalski jezuita. W jego ujęciu, twórcami tego idealnego państwa mieli się stać Portugalczycy dzięki zaangażowaniu w ekspansję morską i dzieło ewangelizacyjne. Konsekwencje podboju i ewangelizacji Nowego Świata miały położyć podwaliny pod imperium parakletyczne (stojące pod znakiem Ducha Świętego jako Pocieszyciela, w nawiązaniu do wizji Joachima z Fiore mówiącej o epoce Ojca, Syna i Ducha) i „kończyć cykl historii ludzkiej mierzonej zbrojnymi konfliktami, aby nastała era powszechnego pokoju”. W interpretacji Fernando Pessoa pierwszym imperium była starożytna Grecja, drugim Rzym, trzecim chrześcijaństwo i jego moralność, a czwartym Europa reprezentowana przez Imperium Brytyjskie i „angielski indywidualizm”.